# Municipio de San Andrés Zautla
El municipio de San Andrés Zautla (del náhuatl: tzauahua, tlan ‘hilar, lugar’‘Tierra de hilanderos’) es uno de los 570 municipios que conforman al estado mexicano de Oaxaca. Pertenece al distrito de Etla, dentro de la región valles centrales. Su cabecera es la localidad de San Andrés Zautla.

## Historia
Los primeros habitantes se establecieron cerca de 1380, siendo un grupo de mixtecas, zapotecas, otomíes y olmecas. Tras la conquista de México la población fue encargada a Sebastián y Luisa Narvaes. Se estableció como patrono a San Andrés, a quién se le creó una escultura en el siglo XVI. El 11 de febrero de 1599 el virrey Luis de Velasco y Ruiz de Alarcón otorgó un título en reconocimiento de las tierras comunales de los grupos originarios.

## Geografía
El municipio abarca 72.88 km² y se encuentra a una altitud promedio de 1640 m s. n. m., oscilando entre 2700 y 1600 m s. n. m.

## Demografía
De acuerdo al último censo, realizado por el INEGI en 2010, en el municipio habitan 4405 personas, repartidas entre 15 localidades.

## Localidades
- San Andrés Zautla
- Alemán
- San Isidro